# Never Never Land
Pour les articles homonymes, voir Neverland.
Neverneverland (aussi répertorié sous le titre Never Neverland, ou bien Never Never Land, voire, parfois, Never Reverland, notez la faute) est un album des Pink Fairies, groupe anglais de hard rock psychédélique. Sorti en 1971, il est le premier du groupe.
La pochette du disque est un dessin de Pennie Smith.

## Pistes
1. Do It
2. Heavenly Man
3. Say You Love Me
4. War Girl
5. Never Never Land
6. Track One, Side Two
7. Thor
8. Teenage Rebel
9. Uncle Harry's Last Freakout
10. The End Is Just Beginning